# Pape Abou Cissé
Pape Abou Cissé (Pikine, 14 settembre 1995) è un calciatore senegalese, difensore dell'Al-Shamal. Con la nazionale senegalese si è laureato campione d'Africa nel 2022.

## Carriera

### Club
Ha giocato nella prima divisione senegalese, in quella greca ed in quella francese.
Il 16 settembre 2023 viene acquistato dall'Adana Demirspor.

### Nazionale
Ha esordito in nazionale il 13 ottobre 2018 nel successo per 3-0 contro il Sudan, in cui ha segnato un gol. Successivamente stato convocato per la Coppa d'Africa del 2019 (conclusa con un secondo posto) e per quella del 2021.
Nel novembre 2022 è stato convocato per i Mondiali in Qatar.

## Statistiche

### Presenze e reti nei club
Statistiche aggiornate al 3 luglio 2025.
| Stagione          | Squadra           | Campionato        | Campionato | Campionato | Coppe nazionali | Coppe nazionali | Coppe nazionali | Coppe continentali | Coppe continentali | Coppe continentali | Altre coppe | Altre coppe | Altre coppe | Totale | Totale | Totale |
| Stagione          | Squadra           | Comp              | Pres       | Reti       | Comp            | Pres            | Reti            | Comp               | Pres               | Reti               | Comp        | Pres        | Reti        | Pres   | Reti   |        |
| ----------------- | ----------------- | ----------------- | ---------- | ---------- | --------------- | --------------- | --------------- | ------------------ | ------------------ | ------------------ | ----------- | ----------- | ----------- | ------ | ------ | ------ |
| gen.-giu. 2015    | Ajaccio           | L2                | 9          | 0          | CF+CdL          | -               | -               | -                  | -                  | -                  | -           | -           | -           | 9      | 0      |        |
| 2015-2016         | Ajaccio           | L2                | 32         | 0          | CF+CdL          | 2+2             | 0               | -                  | -                  | -                  | -           | -           | -           | 36     | 0      |        |
| 2016-2017         | Ajaccio           | L2                | 30         | 1          | CF+CdL          | 1+1             | 0               | -                  | -                  | -                  | -           | -           | -           | 32     | 1      |        |
| Totale Ajaccio    | Totale Ajaccio    | Totale Ajaccio    | 71         | 1          |                 | 6               | 0               |                    | -                  | -                  |             | -           | -           | 77     | 1      |        |
| 2017-2018         | Olympiacos        | SL                | 18         | 4          | CG              | 4               | 0               | UCL                | 0                  | 0                  | -           | -           | -           | 22     | 4      |        |
| 2018-2019         | Olympiacos        | SL                | 19         | 1          | CG              | 2               | 0               | UEL                | 8                  | 1                  | -           | -           | -           | 29     | 2      |        |
| 2019-2020         | Olympiacos        | SL                | 6+7        | 0          | CG              | 6               | 2               | UCL+UEL            | 1+3                | 0+1                | -           | -           | -           | 23     | 3      |        |
| 2020-gen. 2021    | Olympiacos        | SL                | 12         | 0          | CG              | 1               | 1               | UCL                | 6                  | 0                  | -           | -           | -           | 19     | 1      |        |
| gen.-giu. 2021    | Saint-Étienne     | L1                | 14         | 0          | CF              | 1               | 0               | -                  | -                  | -                  | -           | -           | -           | 15     | 0      |        |
| 2021-2022         | Olympiacos        | SL                | 19+6       | 4+1        | CG              | 2               | 0               | UCL+UEL            | 4+9                | 0+1                | -           | -           | -           | 40     | 6      |        |
| 2022-2023         | Olympiacos        | SL                | 4+2        | 0+0        | CG              | 3               | 1               | UCL+UEL            | 2+8                | 0                  | -           | -           | -           | 19     | 1      |        |
| Totale Olympiakos | Totale Olympiakos | Totale Olympiakos | 80+13      | 9+1        |                 | 18              | 4               |                    | 41                 | 3                  |             | -           | -           | 152    | 17     |        |
| 2023-2024         | Adana Demirspor   | SL                | 13         | 0          | TK              | 0               | 0               | -                  | -                  | -                  | -           | -           | -           | 13     | 0      |        |
| 2024-2025         | Al-Shamal         | QSL               | 3          | 0          | QSC+EQC         | 0+0             | 0+0             | -                  | -                  | -                  | -           | -           | -           | 3      | 0      |        |
| Totale carriera   | Totale carriera   | Totale carriera   | 194        | 11         |                 | 25              | 4               |                    | 41                 | 3                  |             | -           | -           | 260    | 18     |        |

### Cronologia presenze e reti in nazionale
| Cronologia completa delle presenze e delle reti in nazionale ― Senegal | Cronologia completa delle presenze e delle reti in nazionale ― Senegal | Cronologia completa delle presenze e delle reti in nazionale ― Senegal | Cronologia completa delle presenze e delle reti in nazionale ― Senegal | Cronologia completa delle presenze e delle reti in nazionale ― Senegal | Cronologia completa delle presenze e delle reti in nazionale ― Senegal | Cronologia completa delle presenze e delle reti in nazionale ― Senegal | Cronologia completa delle presenze e delle reti in nazionale ― Senegal |
| Data                                                                   | Città                                                                  | In casa                                                                | Risultato                                                              | Ospiti                                                                 | Competizione                                                           | Reti                                                                   | Note                                                                   |
| ---------------------------------------------------------------------- | ---------------------------------------------------------------------- | ---------------------------------------------------------------------- | ---------------------------------------------------------------------- | ---------------------------------------------------------------------- | ---------------------------------------------------------------------- | ---------------------------------------------------------------------- | ---------------------------------------------------------------------- |
| 13-10-2018                                                             | Dakar                                                                  | Senegal                                                                | 3 – 0                                                                  | Sudan                                                                  | Qual. Coppa d'Africa 2019                                              | 1                                                                      |                                                                        |
| 16-10-2018                                                             | Khartum                                                                | Sudan                                                                  | 0 – 1                                                                  | Senegal                                                                | Qual. Coppa d'Africa 2019                                              | -                                                                      |                                                                        |
| 26-3-2019                                                              | Dakar                                                                  | Senegal                                                                | 2 – 1                                                                  | Mali                                                                   | Amichevole                                                             | -                                                                      | 90+3’                                                                  |
| 9-10-2020                                                              | Rabat                                                                  | Marocco                                                                | 3 – 1                                                                  | Senegal                                                                | Amichevole                                                             | -                                                                      | 55’                                                                    |
| 11-11-2021                                                             | Lomé                                                                   | Togo                                                                   | 1 – 1                                                                  | Senegal                                                                | Qual. Mondiali 2022                                                    | -                                                                      | 71’                                                                    |
| 14-11-2021                                                             | Thiès                                                                  | Senegal                                                                | 2 – 0                                                                  | Rep. del Congo                                                         | Qual. Mondiali 2022                                                    | -                                                                      | 88’                                                                    |
| 10-1-2022                                                              | Bafoussam                                                              | Senegal                                                                | 1 – 0                                                                  | Zimbabwe                                                               | Coppa d'Africa 2021 - 1º turno                                         | -                                                                      |                                                                        |
| 14-1-2022                                                              | Bafoussam                                                              | Senegal                                                                | 0 – 0                                                                  | Guinea                                                                 | Coppa d'Africa 2021 - 1º turno                                         | -                                                                      |                                                                        |
| 2-2-2022                                                               | Yaoundé                                                                | Burkina Faso                                                           | 1 – 3                                                                  | Senegal                                                                | Coppa d'Africa 2021 - Semifinale                                       | -                                                                      | 90+2’ 90+3’                                                            |
| 25-3-2022                                                              | Il Cairo                                                               | Egitto                                                                 | 1 – 0                                                                  | Senegal                                                                | Qual. Mondiali 2022                                                    | -                                                                      | 14’                                                                    |
| 29-3-2022                                                              | Dakar                                                                  | Senegal                                                                | 1 – 0 dts (3 – 1 dtr)                                                  | Egitto                                                                 | Qual. Mondiali 2022                                                    | -                                                                      |                                                                        |
| 7-6-2022                                                               | Kigali                                                                 | Ruanda                                                                 | 0 – 1                                                                  | Senegal                                                                | Qual. Coppa d'Africa 2023                                              | -                                                                      | 78’                                                                    |
| 27-9-2022                                                              | Maria Enzersdorf                                                       | Senegal                                                                | 1 – 1                                                                  | Iran                                                                   | Amichevole                                                             | -                                                                      |                                                                        |
| 21-11-2022                                                             | Doha                                                                   | Senegal                                                                | 0 – 2                                                                  | Paesi Bassi                                                            | Mondiali 2022 - 1º turno                                               | -                                                                      |                                                                        |
| 25-11-2022                                                             | Doha                                                                   | Qatar                                                                  | 1 – 3                                                                  | Senegal                                                                | Mondiali 2022 - 1º turno                                               | -                                                                      | 77’                                                                    |
| 29-11-2022                                                             | Al Rayyan                                                              | Ecuador                                                                | 1 – 2                                                                  | Senegal                                                                | Mondiali 2022 - 1º turno                                               | -                                                                      | 90+5’                                                                  |
| Totale                                                                 |                                                                        | Presenze                                                               | 16                                                                     |                                                                        | Reti                                                                   | 1                                                                      |                                                                        |

## Palmarès

### Club
- Campionato senegalese

Pikine: 2014
- Coppa del Senegal: 1

Pikine: 2014
- Campionato greco: 2

Olympiakos: 2019-2020, 2021-2022
- Coppa di Grecia: 1

Olympiakos: 2019-2020

### Nazionale
- Coppa d'Africa: 1

Camerun 2021